# جويل كينغ
جويل كينغ (بالإنجليزية: Joelle King) هي لاعبة الاسكواش نيوزيلندية، ولدت في 30 سبتمبر 1988 في كامبريدج في نيوزيلندا.

## وصلات خارجية
- الموقع الرسمي
- جويل كينغ على موقع الاتحاد الدولي لمحترفي الاسكواش (مؤرشف) (الإنجليزية)
- جويل كينغ على موقع SquashInfo.com (الإنجليزية)
- جويل كينغ على موقع اللجنة الأولمبية النيوزيلندية (الإنجليزية)